# 鹽業大樓
鹽業大樓是上海市的一座歷史建築，位於北京东路280号，修建於1931年。這座建築外觀為折衷主義風格。鹽業大樓曾經是鹽業銀行的辦公地點，總樓面面積6,607平方米，在竣工後又加蓋了兩層。鹽業大樓被列入上海市第四批優秀歷史建築名單。